# Lista de conflitos envolvendo a Espanha

## Tabela
essa e uma lista de guerras históricas envolvendo a Espanha desde a união dinástica dos reinos de castela,aragão e navarra
      Vitória Espanhola
      Derrota Espanhola
      Outro resultado (isso é, tratado de paz sem resultado claro, status quo ante bellum, resultado desconhecido ou inconclusivo)
| Conflito                                                         | Combatente 1 | Combatente 2 | Resultado |
| ---------------------------------------------------------------- | --- | --- | --- |
| Quarta Guerra Otomana-Veneziana (1570 e 1573)                    | República de Veneza império Espanhol (com os reinos Sardenha, Nápoles e a Sicília) República de Gênova Ducado de Saboia Cavaleiros Hospitalários Grão-Ducado da Toscana Ducado de Urbino | Império Otomano | Derrota |
| Guerra dos Oitenta Anos (1568 – 1648)                            | Império Espanhol | Províncias Unidas Inglaterra Escócia França | Derrota |
| Guerra dos Trinta Anos (1618 – 1648)                             | Sacro Império Romano-Germânico - Liga Católica - Áustria Baviera Hungria Reino da Croácia Espanha Dinamarca-Noruega (1643–45) Apoio: - Polônia - Cossacos de Zaporizhzhya | Reino da Suécia Boêmia Dinamarca-Noruega (1625–1629) República dos Países Baixos Escócia Inglaterra França Saxônia Eleitorado do Palatinato Brandemburgo-Prússia Brunsvique-Luneburgo Transilvânia Rebeldes magiares anti-habsburgos Apoio: Czarado da Rússia Império Otomano | Derrota - Paz de Vestfália |
| Guerra Anglo-Espanhola de 1625–1630                              | Reino da Espanha | Grã-Bretanha | Vitória - Tratado de Madrid |
| Guerra Anglo-Espanhola (1727–1729)                               | Reino da Espanha | Grã-Bretanha | Empate - Tratado de Sevilha |
| Guerra Luso-Espanhola (1735–1737)                                | Império Espanhol | Império Português Brasil Colonial | Derrota - Retirada espanhola. |
| Guerra Guaranítica (1756)                                        | Império Português Brasil Colonial Império Espanhol | Guaranis | Vitória - Tratado de El Pardo (1761) |
| Guerra Revolucionária Americana (1775–1783)                      | Estados Unidos · França · Espanha · Voluntários de Quebec · Voluntários da Prússia · Tribo Oneida · Voluntários da República das Duas Nações · Tribo Tuscarora | Grã-Bretanha Leais à Grã-Bretanha Mercenários de Hesse Iroqueses Ducado de Brunsvique-Luneburgo | Vitória - Tratado de Paris - Reino Unido da Grã-Bretanha reconhece a independência dos Estados Unidos - Fim do primeiro Império Britânico.                                                                                     |
| Quase-guerra (1798–1800) parte da Guerra Revolucionária Francesa | França · Espanha | Estados Unidos · Grã-Bretanha | Indecisivo - Cessação pacífica de aliança franco-americana - Fim de ataques corsário francês sobre o transporte americano - Neutralidade e da renúncia de reclamações americanas contra a França.                              |
| Guerra da Cochinchina (1858–1862)                                | França · Espanha | Império do Vietnã | Vitória |
| Guerra Hispano-americana (1898)                                  | Espanha | Estados Unidos | Derrota |
| Guerra Civil da Somália (1992–1995)                              | Estados Unidos · Reino Unido · Espanha · Arábia Saudita · Malásia · Paquistão · Itália · Índia · Grécia · Alemanha · França · Canadá · Botsuana · Bélgica · Austrália | Somália | Vitória - Mandato humanitário da ONU cumprida. - Cerca de 100.000 vidas foram salvas por resistência fora. - guerra Civil está em curso.                                                                                       |
| Guerra da Bósnia (1994–1995)                                     | Bósnia e Herzegovina Croácia Estados Unidos · Bélgica · Canadá · Dinamarca · França · Alemanha · Itália · Luxemburgo · Holanda · Noruega · Portugal · Espanha · Turquia · Reino Unido | Iugoslávia · Exército Popular da Iugoslávia · República Srpska · Jugoslávia · Província Autónoma da Bósnia Ocidental | Empate - Acordo de Dayton - Partição Interno da Bósnia e Herzegovina de acordo com o Acordo de Dayton - Implantação de OTAN - levou IFOR para supervisionar o acordo de paz - Vítimas civis maciças para o Bósnia grupo étnico |
| Guerra do Kosovo (1998–1999)                                     | Exército de Libertação do Kosovo · Forças Armadas da República do Kosovo · Albânia · Croácia · Estados Unidos · Bélgica · Canadá · República Tcheca · Dinamarca · França · Alemanha · Hungria · Itália · Luxemburgo · Holanda · Noruega · Portugal · Polônia · Espanha · Turquia · Reino Unido | Jugoslávia | Vitória - Tratado de Kumanovo - Forças de segurança Iugoslávia retirar de Kosovo. |